# Pfarrkirche Oepping

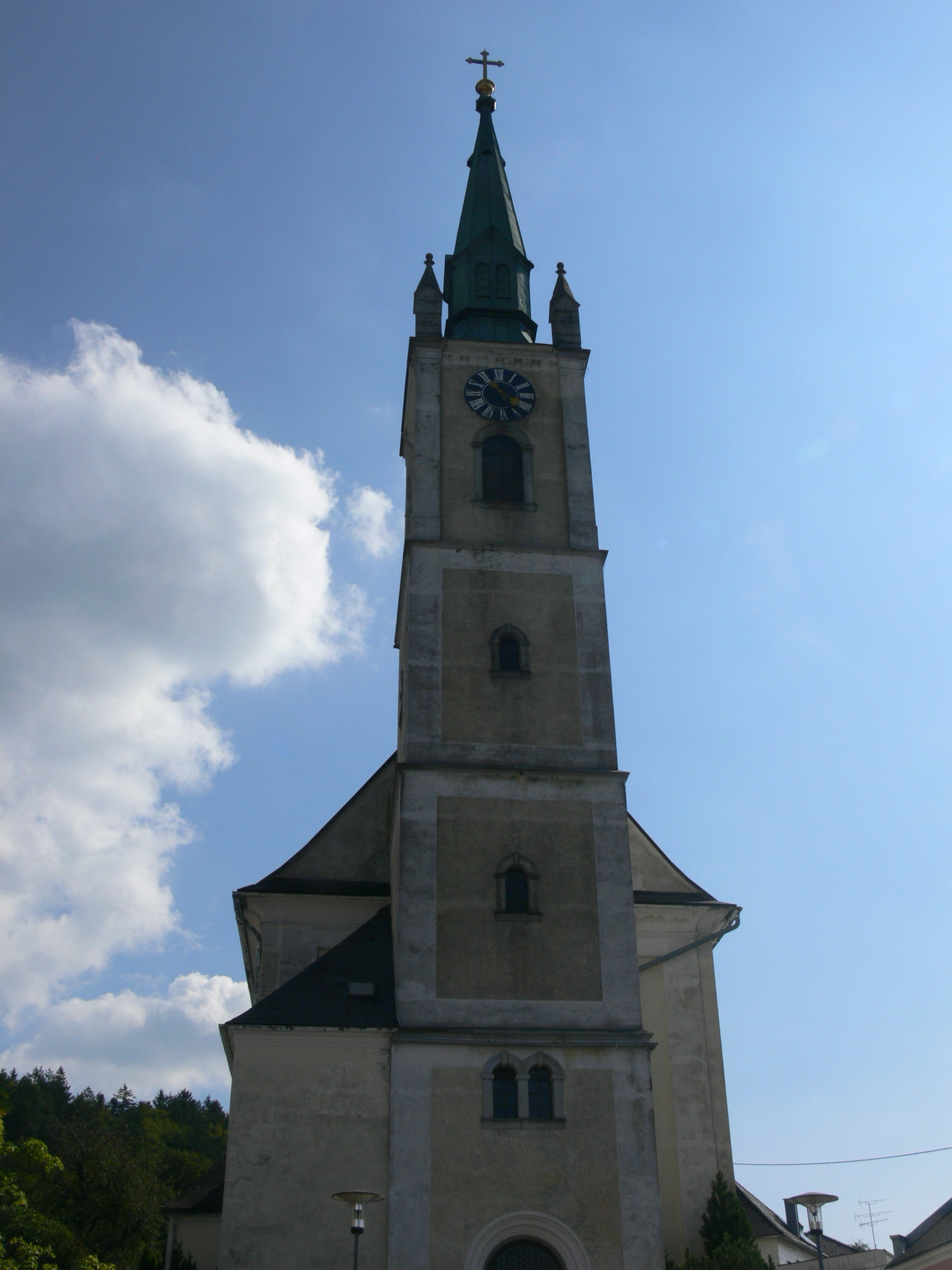
Pfarrkirche Oepping

Die Pfarrkirche Oepping steht in der Gemeinde Oepping im oberen Mühlviertel in Oberösterreich. Die römisch-katholische Pfarrkirche Maria Magdalena – dem Stift Schlägl inkorporiert – gehört zum Dekanat Rohrbach in der Diözese Linz. Die Kirche steht unter Denkmalschutz.

## Geschichte

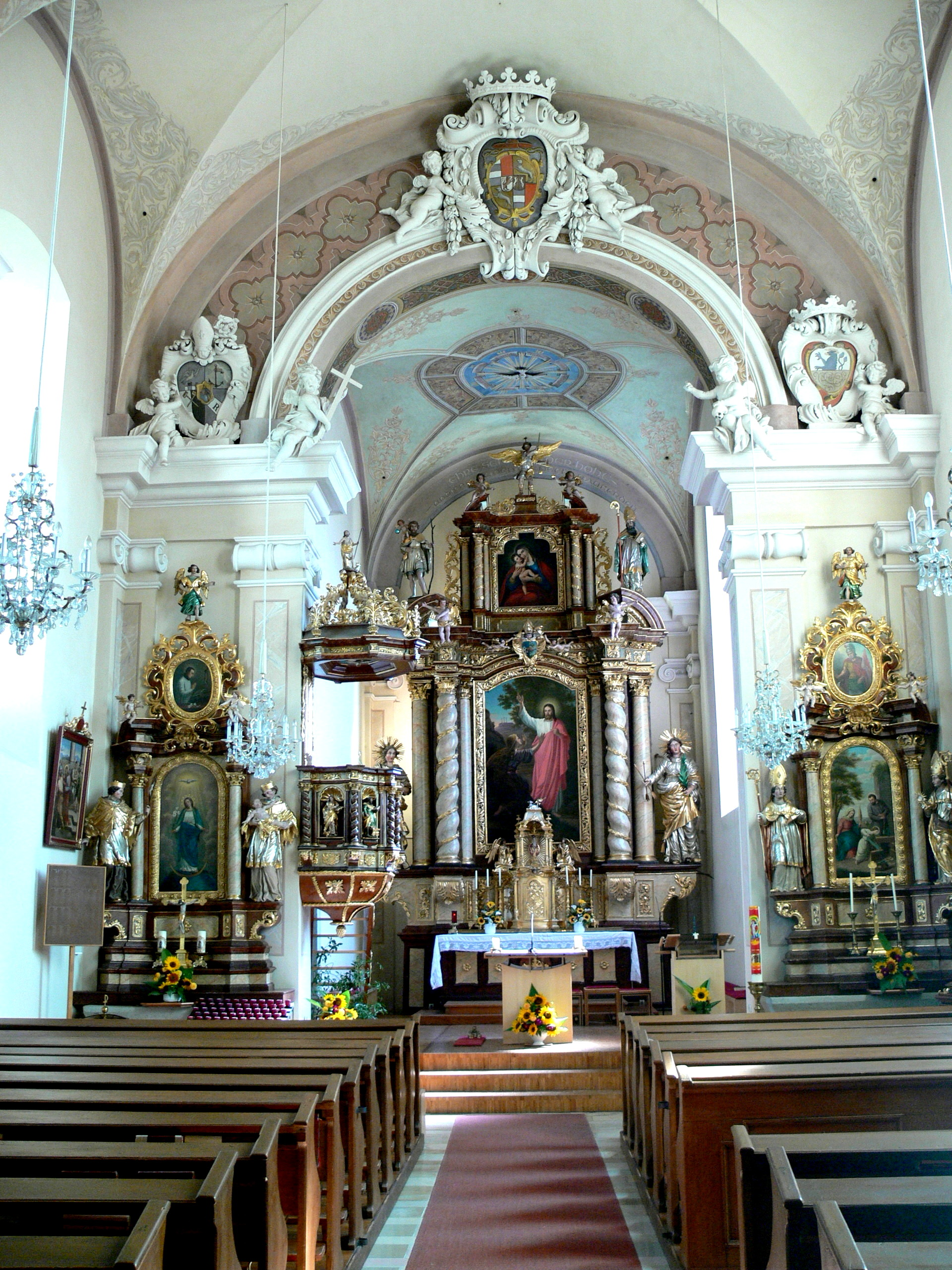
Innenansicht

Ein Vorgängerbau der Kirche entstand 1488 unter Gotthard von Starhemberg. Während des Oberösterreichischen Bauernkrieges brannte die Kirche 1626 ab. Sie wurde neu errichtet, aber im Laufe der nächsten Jahrzehnte wieder baufällig.
Deshalb wurde die Kirche zwischen 1693 und 1695 durch Neubau oder Adaptierung des Vorgängerbaus als hochbarocke, dreijochige Saalkirche von Carlo Antonio Carlone mit quadratischem Chor und äußerst hohem Mittelturm an der Westfassade errichtet.
Der Hochaltar wurde von Georg Wilhelm Wagner um 1700 gestaltet, die Stuckputti und -wappen von Bartolomeo Carlone, die Altargemälde stammen von Friedrich Wutschl aus 1895. Die Orgel stammt aus der Orgelbauwerkstätte Führer in Wilhelmshaven (Deutschland) und wurde 1999 gebaut.